# Aron Liechti
Aron Liechti (* 15. Februar 1986) ist ein ehemaliger Schweizer Fussballspieler.

## Karriere
Aron Liechti spielte in seiner Jugend beim FC Aarberg und wechselte 1999 zum BSC Young Boys. Nach einigen Jugendstationen bei YB erhielt er schliesslich 2007 einen Profivertrag und kam mehrmals für die 1. Mannschaft von YB zum Einsatz, bis er im September 2008 zum FC Biel-Bienne, dem Partnerteam von YB, ausgeliehen wurde.
In der Spielzeit 2009/10 war Liechti wieder im Kader der Young Boys, bevor er erneut zum FC Biel-Bienne wechselte. Der Vertrag in Biel lief im Jahr 2014 aus.